# 木櫾
木櫾（1626年2月14日—1688年？），字君章，号治安，清代初期丽江土司。
木櫾是丽江土司木懿的次子，也是木靖的弟弟。木靖无子，收木櫾之子木尧为养子。1671年木靖死后，清朝要册封木尧为新的丽江土司，但木尧一直推辞，要求册封父亲木櫾为新的土司。康熙帝准奏，册封木櫾为丽江土司。
木櫾没有任何权力欲望，成天诵经念佛，一切事务由木尧管理。在任六年，于1680年（康熙十九年）以痰湿为由上表辞职。清廷遂任命木尧为丽江土司。
根据《木氏宦谱》记载，木櫾于1704年8月15日（康熙四十三年七月十五）逝世，但与下文康熙二十七年追封的记载互相矛盾。根据沙畹的考证，木櫾可能逝世于1688年。
1688年（康熙二十七年十月廿三），追封木櫾为中宪大夫、丽江知府。

## 家族
- 父：木懿
- 母：禄氏琯

- 妻：
  - 正室：恭人罗氏庆（兰州土著罗氏之女）
  - 继室：不详

- 子：
  - 木尧（罗氏庆所生）
  - 木盛（罗氏庆所生，早卒）
  - 木端（罗氏庆所生）
  - 木潢（罗氏庆所生）[1]
  - 木忠（罗氏庆所生）[1]
  - 木成（继室所生）[1]
  - 木蛟（继室所生）[1]
  - 木光（继室所生，出家为僧）
  - 木贞（继室所生）
  - 木满（继室所生）[1]

## 脚注
1. 1 2 3 4 5  在《木氏宦谱》中，木潢、木忠、木成、木蛟、木满五人的事迹均被浓墨涂抹。根据学者张永康考证，五人在木靖死后曾争夺土司之位。木尧嗣位之后，不愿正视这段事实，故而将其事迹抹去。